# Sigmella fragilis
Sigmella fragilis är en kackerlacksart som först beskrevs av Morgan Hebard 1929.  Sigmella fragilis ingår i släktet Sigmella och familjen småkackerlackor. Inga underarter finns listade i Catalogue of Life.